# 기타무라 도쿠타로
기타무라 도쿠타로(일본어: 北村 徳太郎, 1886년 5월 9일~1968년 11월 15일)는 6선 중의원 의원을 지낸 일본의 정치인이다.

## 생애
1886년 5월 9일에 교토부에서 태어났다. 어릴 때부터 몸이 약해 대부분의 시간을 병상에 누워 지냈다. 형이 16살일 때 죽자 자신도 그 나이가 되면 죽을지 모른다는 두려움을 가지기도 했다. 생가가 정토진종이었기에 아미타불에게 빌면 극락왕생할 수 있다고 들었으나 기타무라는 이를 믿지 않았다.
어린 시절에 독서를 자주 했고 레프 톨스토이의 작품에 크게 감동했다. 또 그 영향으로 성경을 읽기 시작했다. 찬송가를 시처럼 읽다가 인간의 죽음을 희망적으로 구가하는 것에 놀라 구원을 받았다.
성년이 될 무렵 건강을 되찾은 기타무라는 1907년에 기타하마 은행에 입행했다. 그리고 선배의 권유로 성당을 다니기 시작해 1909년에 세례도 받았다. 어느 날 오사카의 한 성당에서 미야가와 쓰네테루가 기타하마 은행장인 이와시타 기요치카를 대악인 대죄인이라고 매도하자 도쿠타로가 항의를 했다. 미야가와는 소문으로 들은 얘기였을 뿐이라며 실언임을 인정하고 발언을 취소했다.
3년 뒤에 같은 성당에서 만난 미타테 쇼코와 결혼했다. 이후 기타하마 은행이 도산하자 1915년에 고베시에 있는 스즈키 쇼텐에 입사했다. 재능을 인정받은 기타무라는 29살 때 하리마 조선소의 3역이 되었다가 다음 해에는 지배인이 되었다. 이 무렵 기타무라는 아내와 여동생, 그리고 2~3명의 신자와 함께 매일 가정 예배를 드렸는데 나중에는 참석자가 30명에 달하게 되었다.
35살이 되던 1921년에 사세보 상업은행 이사로 취임했다.
평소 정치를 싫어하던 기타무라였지만 사명감을 느낀 뒤 제2차 세계 대전이 끝나자 정계에 뛰어들어 1946년 총선에 입후보했다. 정치는 도의가 있어야 한다며 유세했을 뿐이지만 당선에 성공했다. 1947년에 가타야마 내각이 발족하자 일본진보당을 대표해 신헌법하의 제1회 국회에서 강연을 했다. 은행 근무 경력을 바탕으로 재정·경제통으로 이름을 알린 기타무라는 가타야마 내각에서 운수상으로, 아시다 내각에서 대장상으로 재임했다.
1949년 총선 이후 요시다 시게루가 이끄는 민주자유당과의 연립을 꾀하는 이누카이 다케루가 이끄는 입헌파와 결별한 뒤 아시다 히토시, 도마베치 기조, 나카소네 야스히로, 소노다 스나오, 이나바 오사무, 가와사키 히데지 등과 야당파로서 행동을 함께했다.
일소동구무역협회장을 역임하고 중일국교정상화를 위해 노력하는 등 공산권과의 관계 개선 및 교류 촉진에 진력했다. 한편 레프 톨스토이나 알베르트 슈바이처를 경애하는 기독교인으로서 도쿄 신학대학과 메이지가쿠인 대학 등에서 이사장을 지냈다.
1955년 보수합동으로 창당된 자유민주당에 참여한 뒤에는 고노 이치로가 이끄는 춘추회에 객원으로 참여했다. 이후 1960년 총선에서 낙선하면서 정계를 은퇴했다.
1965년에 아내를 여의었으며 1967년 가을에 자신의 죽음이 머지않았음을 직감한 기타무라는 성경을 제외한 3천여 권의 책을 사세보시에 기증했다. 기타무라는 "손수 돌본 딸을 시집보내는 듯한, 일말의 쓸쓸함이 울컥한다. 하지만 남겨둬야 하는 책이 한 권 있다. 성경이다. 나는 이후 한 권의 책에서 다시 인생 그 자체를 배우길 원한다"라고 책을 기증했을 때의 심경을 밝혔다.
1968년 11월 15일에 사가현의 우레시노 온천을 방문했다가 급사했다. 향년 82세.

## 이야깃거리
1958년 총선 때 기타무라가 입후보한 나가사키현 제2구에 기타무라와 동성동명의 45세 회사원 기타무라 도쿠타로가 입후보한 일이 있었다. 45세 회사원 기타무라는 무소속으로 출마했으며 현역이던 71세의 기타무라는 당시 자민당 소속이었다. 일본 최초로 같은 선거구에 동성동명 두 사람이 입후보하자 나가사키현선거관리위원회는 안분표를 통한 개표의 혼란을 피하기 위해 유권자들에게 두 사람을 구분하여 기표해줄 것을 요청했다. 예를 들어 전직 대신, 사세보시 출신, 무소속, 40대 등의 문구를 첨가할 것을 요청한 것이다. 그럼에도 개표 과정에 상당한 혼란이 예상되었지만 의외로 현역 의원인 기타무라는 5만 6,000여 표를 얻어 낙승을 거뒀고 신인인 기타무라는 400여 표에 그쳐 별 탈 없이 끝났다.

## 역대 선거 기록
|  | 0% |

|  | 21.4% |

|  | 13.5% |

|  | 16.9% |

|  | 13.1% |

|  | 28.4% |

|  | 17.3% |

|  | 12.8% |

| 전임 도마베치 기조 | 제9대 운수대신 1947년 12월 4일~1948년 3월 10일 | 후임 오카다 세이이치 |

| 전임 구루스 다케오 | 제53대 대장대신 1948년 3월 10일~1948년 10월 15일 | 후임 이즈미야마 산로쿠 |